# Stereotettix
Stereotettix is een geslacht van rechtvleugeligen uit de familie veldsprinkhanen (Acrididae). De wetenschappelijke naam van dit geslacht is voor het eerst geldig gepubliceerd in 1906 door Rehn.

## Soorten
Het geslacht Stereotettix  is monotypisch en omvat slechts de volgende soort:
- Stereotettix paralogistes (Rehn, 1906)